# Tào Thái
Tào Thái (tiếng Trung: 曹泰; bính âm: Cáo Tài) là tướng lĩnh Tào Ngụy thời Tam Quốc trong lịch sử Trung Quốc.

## Cuộc đời
Tào Thái quê ở huyện Tiêu, nước Bái, Dự Châu, là con trai của đại tướng, tôn thất Tào Nhân.
Năm 221, Tào Phi hạ chiếu phạt Ngô, chia quân ba đường, lấy Tào Nhân tấn công Nhu Tu. Năm 222, Tào Nhân lấy Tào Thái công thành, nhưng bị Chu Hoàn đánh bại.
Tháng 6 năm 223, Tào Nhân chết, Tào Thái tập tước Trần hầu, hai em trai Tào Khải cùng Tào Phạm đều thụ phong Liệt hầu. Sau Tào Thái quan đến Trấn đông tướng quân, giả tiết. Cuối cùng, bị giáng tước xuống còn Ninh Lăng hầu, không rõ chết năm nào.

## Gia đình
- Tào Sơ (曹初), con trai của Tào Thái, tập tước Ninh Lăng hầu.

## Trong văn hóa
Tào Thái không xuất hiện trong tiểu thuyết Tam quốc diễn nghĩa của La Quán Trung.